# Байтус
Ба́йтус (каз. Байтөс) — село у складі Акжарського району Північноказахстанської області Казахстану. Входить до складу Кенащинського сільського округу.
Населення — 125 осіб (2021; 197 у 2009, 264 у 1999, 306 у 1989).
Національний склад станом на 1989 рік:
- казахи — 100 %.